# 吴氏木牌楼
吴氏木牌楼，又名吴氏贞节牌坊，是位于中国福建省宁德市蕉城区赤溪镇桃源村的一个清代古建筑，宁德市（县级）人民政府于1992年12月将其公布为第二批县级文物保护单位。
吴氏木牌楼占地面积30平方米，始建于清朝嘉庆二十二年（1817年），木构重檐歇山顶，高9米，面阔三间，进深两间。